# Ernest Müller (Filmproduzent)
Ernest Müller (* 10. März 1906 in Wien, Österreich-Ungarn; † 8. Mai 1962 in Spitz, Österreich) war ein österreichischer Filmkaufmann und Filmproduzent.

## Leben
Der Sohn eines Brauerdirektors hatte in seiner Heimatstadt Wien die Technische Hochschule besucht und war 1927 zur Filmbranche gestoßen. In den Folgejahren arbeitete er als technischer Leiter der Rosenhügel-Ateliers und war  seit 1935 Mitinhaber bei diversen österreichischen und deutschen Filmfirmen, zum Beispiel der Rex Film Bloemer & Co. Während der Annexion Österreichs, von 1938 bis 1945, hielt er sich im Schweizer Exil auf.
Ab 1950 ging Ernest Müller mit seiner eigenen Gesellschaft, der Schönbrunn-Film, in Produktion. Bis zu seinem überraschenden Tod im Mai 1962 stellte Müller eine Fülle von reinen Unterhaltungsfilmen – vor allem Heimatfilme, Lustspiele und Melodramen der Regieveteranen Franz Antel, Eduard von Borsody, E. W. Emo, Wolfgang Liebeneiner und Hermann Kugelstadt – her. Darunter befanden sich 1957/58 auch drei Spätwerke mit Hans Moser in der Hauptrolle. Außerdem firmierte Müller als Geschäftsführer der Luxfilm-Produktion und war in selbiger Funktion bei der Austria-Wochenschau-Gesellschaft tätig.
Ernest Müller starb wenige Tage vor der Uraufführung seines letzten Filmes, dem düsteren deutschen Thriller Der rote Rausch mit Klaus Kinski in der Hauptrolle.

## Filmografie
- 1952: Wienerinnen
- 1952: Abenteuer in Wien
- 1953: Tingeltangel (Praterherzen)
- 1953: Lavendel – eine ganz unmoralische Geschichte (Lavendel)
- 1953: Hab’ ich nur Deine Liebe
- 1953: Fiakermilli – Liebling von Wien (Die Fiakermilli)
- 1953: Au diable la vertu
- 1953: Drei, von denen man spricht (Glück muß man haben)
- 1953: Légère et court vêtue
- 1954: Tout chante autour de moi
- 1954: Das Geheimnis der Venus (Dokumentarfilm)
- 1954: La soupe à la grimace
- 1955: Heimatland
- 1955: Les pépées font la loi
- 1955: Pas de coup dur pour Johnny
- 1955: Geheimnis einer Ärztin
- 1955: Seine Tochter ist der Peter
- 1955: Die Sennerin von St. Kathrein
- 1955: An der schönen blauen Donau
- 1956: Hengst Maestoso Austria
- 1956: Försterliesel
- 1956: Verlobung am Wolfgangsee
- 1956: Der Schandfleck
- 1956: Dort oben, wo die Alpen glühen
- 1956: Husarenmanöver
- 1957: Dort in der Wachau
- 1957: Der Wilderer vom Silberwald
- 1957: Der Pfarrer von St. Michael
- 1957: Heiratskandidaten
- 1957: Ober, zahlen!
- 1957: Der Jungfrauenkrieg
- 1958: Hallo Taxi
- 1958: Die Straße
- 1958: Einmal noch die Heimat seh’n
- 1958: Sebastian Kneipp – Der Wasserdoktor
- 1958: Gefährdete Mädchen
- 1959: Herrn Josefs letzte Liebe
- 1959: Meine Tochter Patricia
- 1959: Das Nachtlokal zum Silbermond
- 1960: Frauen in Teufels Hand
- 1960: Wegen Verführung Minderjähriger
- 1960: Hohe Tannen (Köhlerliesel)
- 1960: Am Galgen hängt die Liebe
- 1960: Heimweh nach dir, mein grünes Tal (Mein Vaterhaus steht in den Bergen)
- 1961: Der Orgelbauer von St. Marien
- 1961: Die vor die Hunde gehen (Les honneurs de la guerre)
- 1961: Verdammt die jungen Sünder nicht (Morgen beginnt das Leben)
- 1962: Wenn beide schuldig werden
- 1962: Die vergessenen Jahre
- 1962: Der rote Rausch